# Theoderata
Theoderata (französisch Théodrate oder Théodérade; * um 868; † nach 903) war durch ihre Ehe mit Odo von Paris (französisch Eudes) von 888 bis 898 Königin der Westfranken.

## Leben
Nach den Europäischen Stammtafeln kam Theoderata um das Jahr 868 als Tochter des Grafen Aleram (Aleran) von Troyes zur Welt. Christian Settipani weist jedoch darauf hin, dass diese Theorie vollkommen unbelegt sei, sodass es keine gesicherten Erkenntnisse über die Herkunft Theoderatas gibt.
Im Alter von 16 Jahren heiratete sie den Grafen Odo von Paris, der sie und ihre gemeinsamen Kinder wegen seiner militärischen Aktivitäten gegen die Normanneneinfälle ins Westfrankenreich oft allein in Paris zurückließ – sogar dann, wenn die Stadt belagert wurde.
Wenige Jahre nach der Hochzeit wurde ihr Mann im Februar 888 zum westfränkischen König gekrönt, indem der legitime Thronerbe Karl, Sohn aus der zweiten Ehe Ludwigs II., gegen dessen Mutter ein Prozess wegen Ehebruchs lief, übergangen wurde. Erst nach dem Tod Odos im Jahr 898 wurde Karl als König Karl III. gekrönt, während Odos Witwe vom Hof verbannt wurde. Sie ging dann eine zweite Ehe mit Otto, einem Angehörigen des lotharingischen Adels, ein und wurde wahrscheinlich dessen zweite Ehefrau. Theoderata starb, von ihren Zeitgenossen vergessen, nach dem Jahr 903.

## Nachkommen
Aus der Ehe Theoderatas und Odos entstammten drei Söhne, die jedoch nicht als Thronfolger anerkannt wurden:
- Raul, König von Aquitanien (* um 882; † nach 898)
- Arnulf (* um 885; † 898)
- Wido (Guy)

Arnulf findet nur in der Chronik des Ademar von Chabannes Erwähnung, während Wido in einer Urkunde vom 28. August 903 als Zeuge aufgeführt wird. Nach Christian Settipani ist die Urkunde jedoch eine Fälschung.